# Menuet en sol majeur, KV 1e (Mozart)

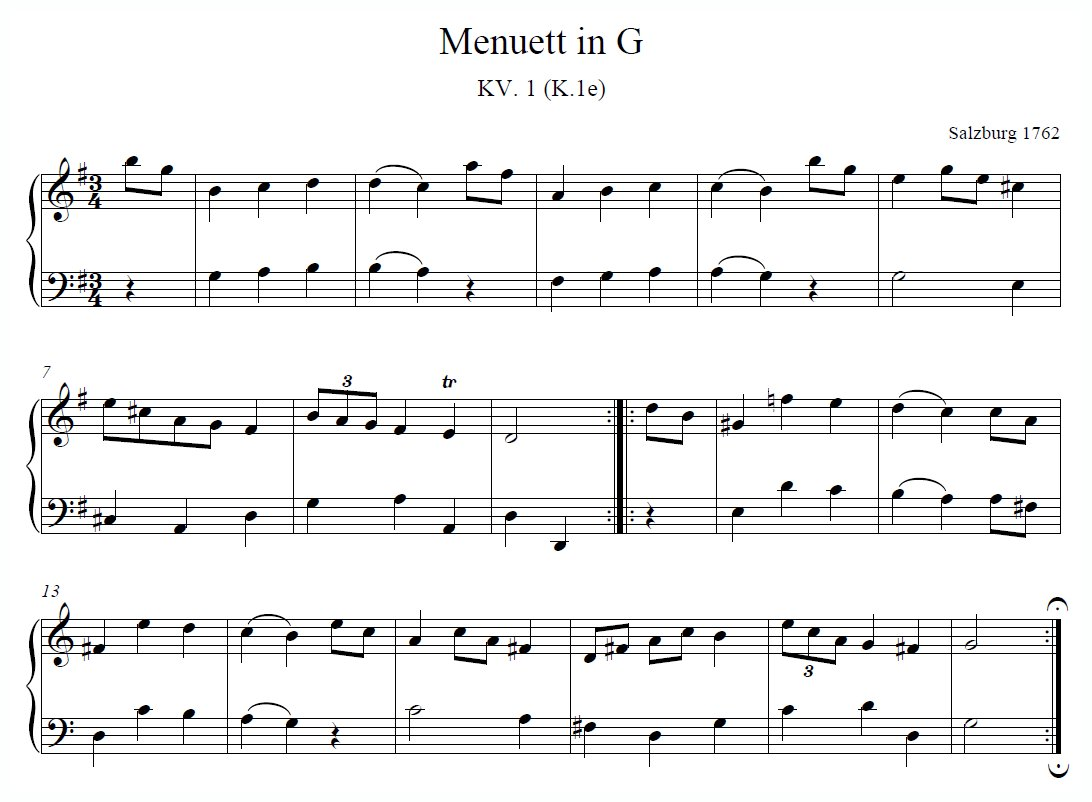
Menuet KV 1e

Le Menuet pour clavier en Sol majeur, KV 1/1e, est une brève pièce, composée par Wolfgang Amadeus Mozart à Salzbourg probablement en 1764. C'est la cinquième pièce de musique composée par Mozart. Ce morceau de musique se trouve dans le Nannerl Notenbuch, un petit cahier que Leopold Mozart, le père de Wolfgang, employait pour enseigner la musique à ses enfants. La pièce a été mise par écrit par Leopold, car le petit Wolfgang était trop jeune pour savoir écrire la musique.   

## Description
C'est une pièce très courte, comprenant seulement seize mesures, dans la tonalité de Sol majeur et jouée à 
. Elle est habituellement interprétée au clavecin, mais elle peut-être jouée sur d'autres instruments à clavier.

## Analyse
Comme l'indique le tempo, c'est une pièce assez rapide, écrite en forme binaire. Elle est formée de deux parties, avec des signes de répétition à la fin de chaque section. La première partie comporte huit mesures et la seconde huit. 
La structure est A(2+2+4 mesures):||A'(2+2+4 mesures):||. La pièce commence par une anacrouse et le seul ornement est une trille à la septième mesure.